# Palmyrapalme
Die Palmyrapalme (Borassus flabellifer), auch Lontarpalme oder Lontaropalme, ist eine der verbreitetsten Palmen. Sie vertritt die Zuckerpalme in den trockenen, tropischen Regionen Südindiens und kommt vor an beiden Küsten des Persischen Golfs, an der Malabarküste bis nach Gujarat und an den Indus, entlang der Koromandelküste bis nach Chennai, am Irrawaddy in Hinterindien, in Malaya, den Sundainseln und den Molukken bis Timor, hier und da ganze Wälder bildend. Ihr Vorkommen erstreckt sich etwa zwischen 10° südlicher und 30° nördlicher Breite und zwischen 54° und 140° östlicher Länge. In den Gebirgen Sri Lankas gedeiht sie bis in 770 m Höhe über dem Meeresspiegel, bevorzugt aber Sandebenen in Höhe des Meeresspiegels. Sie wird heute in weiten Bereichen Asiens und im tropischen Afrika angebaut.

## Beschreibung

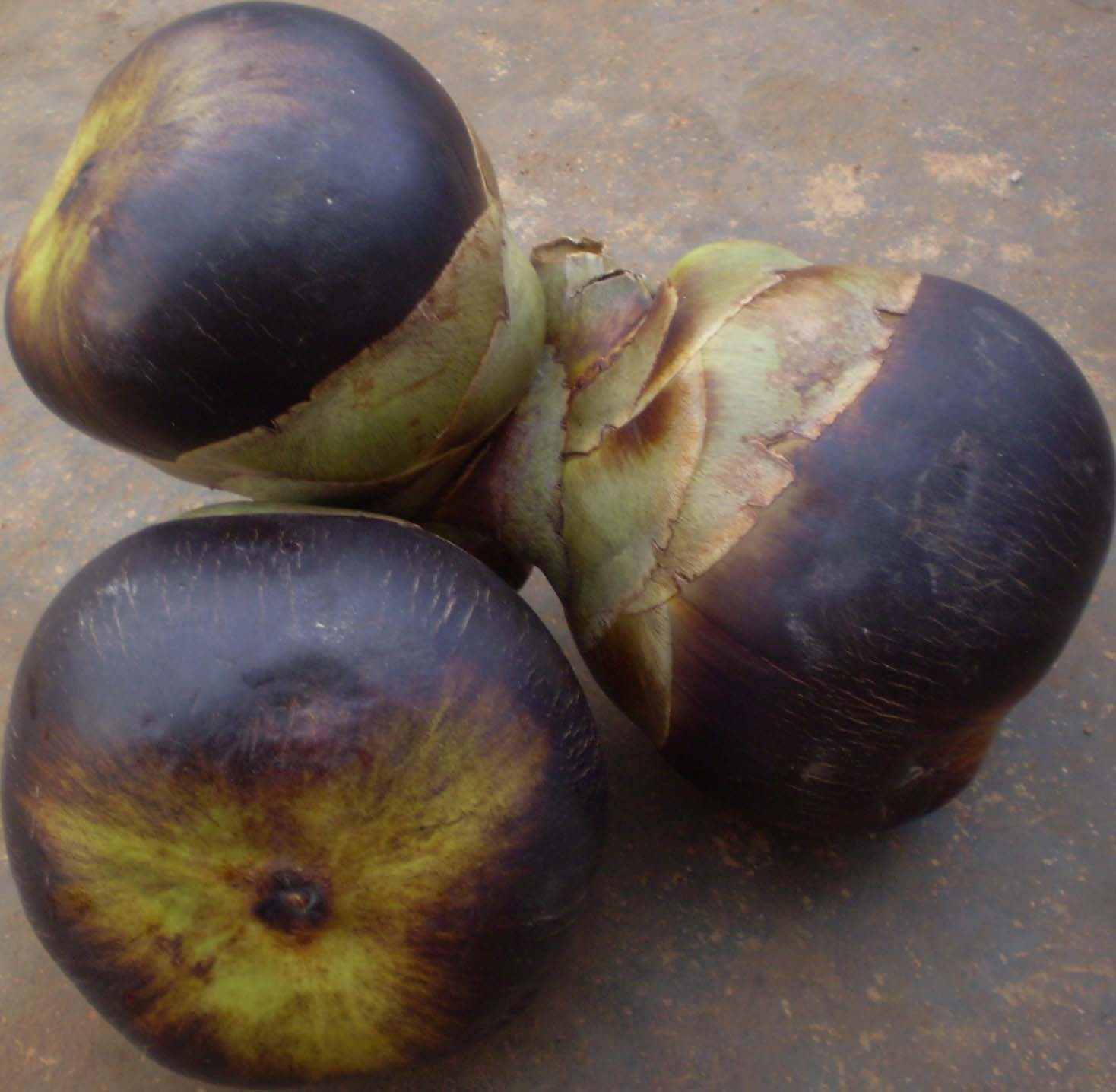
Nuss der Palmyrapalme

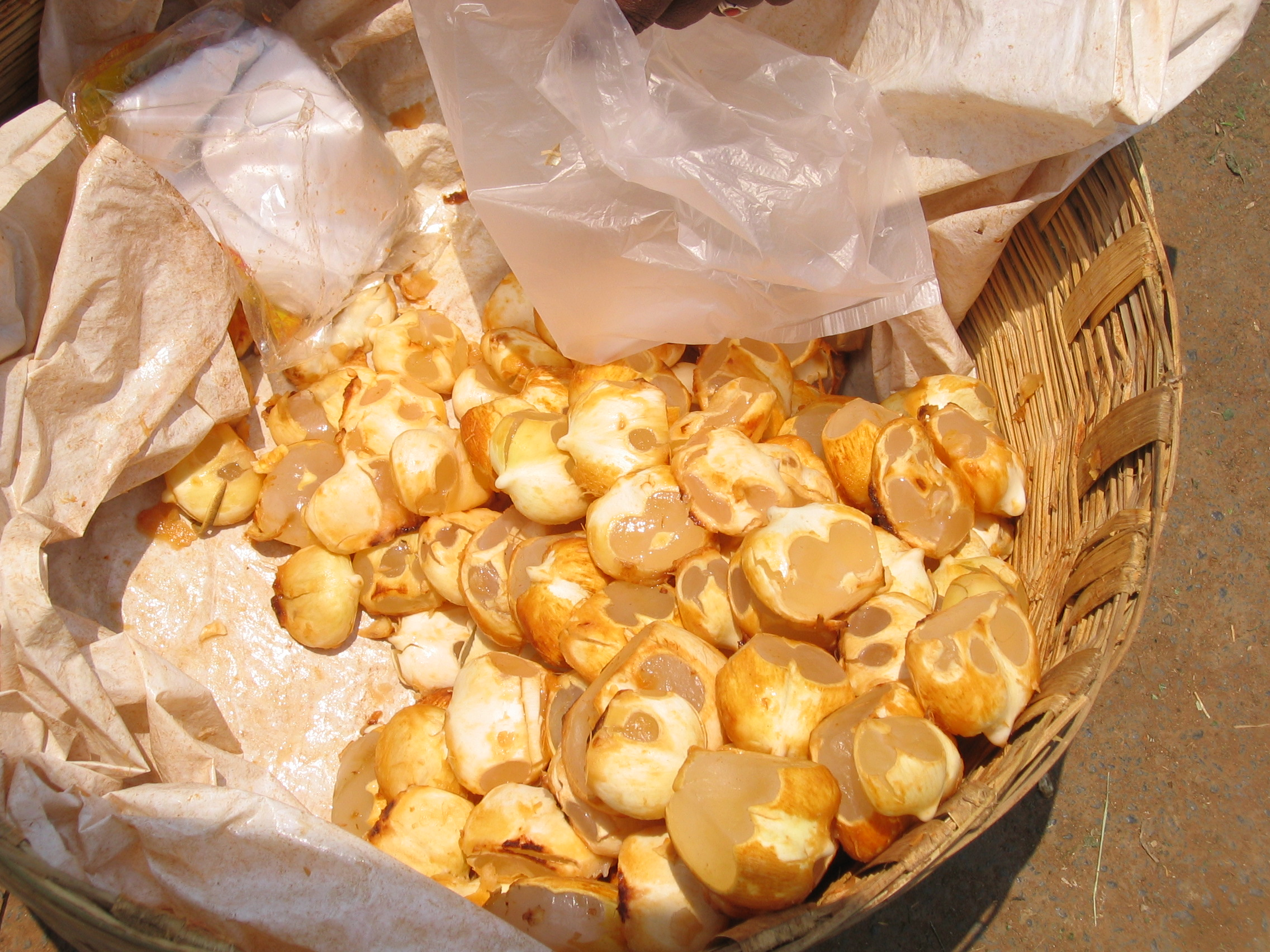
Essbare gallertartige Kerne (Samen) der Palmyrapalme

Der Stamm erreicht Höhen von bis zu 30 m, Durchmesser von 60 cm und läuft kegelförmig zu, so dass er an der aus einem Dutzend fächerförmigen, bis 3 m langen Blättern bestehenden Krone nur noch 30 cm dick ist. Diese Art ist zweihäusig getrenntgeschlechtig (diözisch); männliche und weibliche Blütenstände erscheinen auf zwei verschiedenen Pflanzen. Mannbarkeit zwischen dem 12. und 15. Lebensjahr. Die Früchte gleichen der Kokosnuss, sind aber etwas kleiner und runder und von der Größe eines Kinderkopfes.

## Taxonomie
Die Palmyrapalme wurde 1753 von Carl von Linné in Species Plantarum Band 2, Seite 1187 als Borassus flabellifer erstbeschrieben.

## Nutzung
Die äußere Schale der Nuss enthält ein schwammiges, bei der Reife saftiges Fleisch, das süßlich und nicht unangenehm schmeckt. In der weichen Masse liegen drei länglich runde Nüsse mit steinharter Schale und einem bläulichen, gallertartigen, essbaren Kern von süßem Geschmack. In dem unreifen Kern ist ein süßer, schmackhafter Milchsaft enthalten. Die Palmyrapalme wird in Ostindien teilweise neben der Kokospalme angepflanzt und vertritt diese in manchen Gegenden.

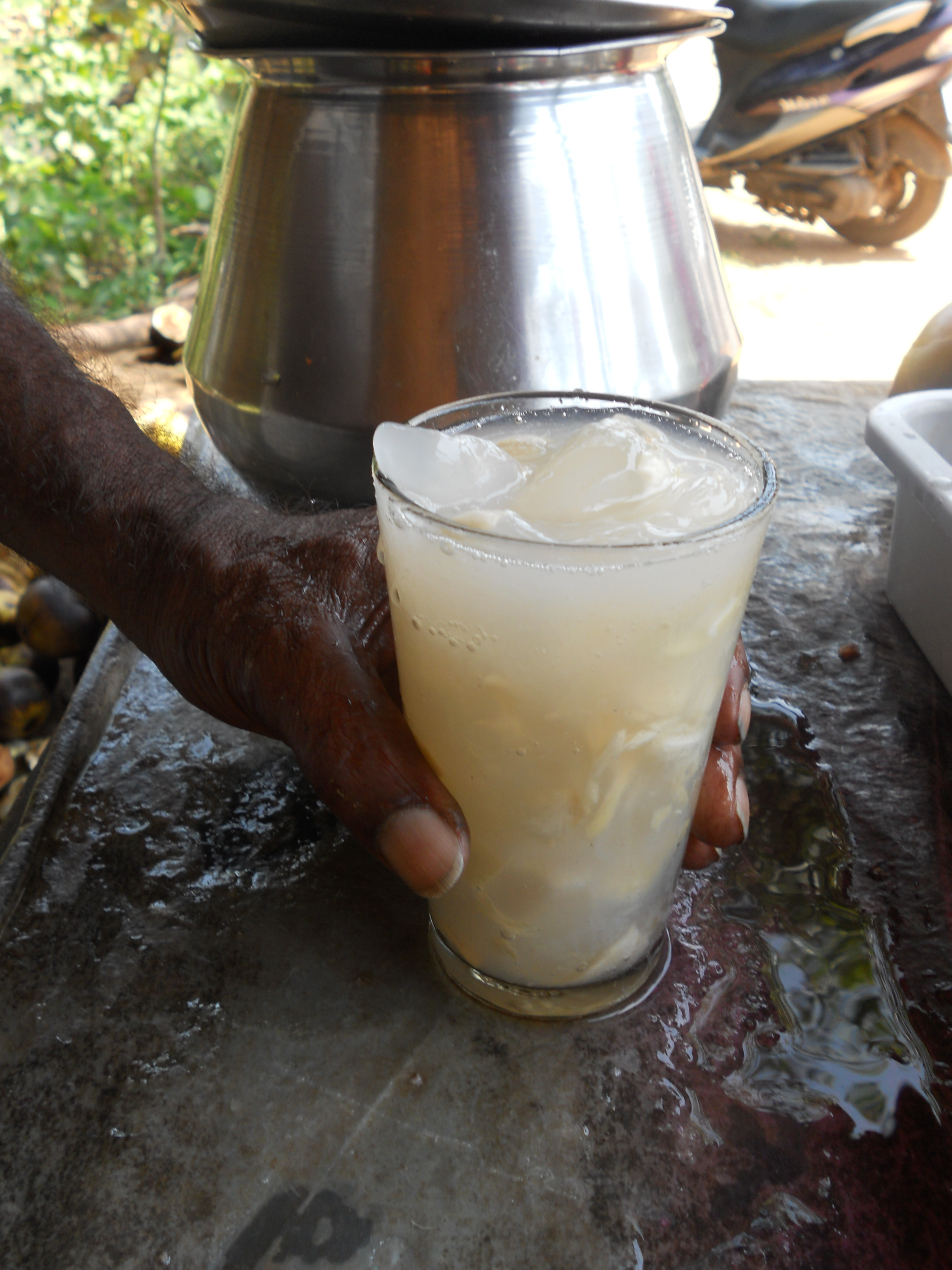
Saft der Palmyrapalme

Aus den männlichen Blütenständen gewinnt man durch Umwickeln, Zerquetschen und tägliches Abschneiden einer dünnen Scheibe monatelang einen zuckerreichen Saft (Toddy), welcher zu Palmzucker oder Palmwein verarbeitet wird. Die reifen Früchte werden entweder roh oder geröstet gegessen, oder zu Kuchen verwendet. Das schwarze, steinharte Holz wird zu Tischler- und Drechslerarbeiten, besonders aber auch als sehr dauerhaftes Bauholz benutzt. Die Blätter verwendet man zu Umzäunungen und Dachdeckungen. Es wird auch zur Herstellung von Matten, Säcken, Körben, Fächern, Hüten und Schirmen verwendet. 
Junge Pflanzen sind in Sri Lanka ein beliebtes Nahrungsmittel und werden zu diesem Zweck kultiviert. Getrocknet und gemahlen liefern sie ein wertvolles Mehl. Aus dem Wurzelmark gewinnt man Sago. In Europa findet man die Palmyrapalme häufig in Gewächshäusern. Die Art wird auch als Zierpflanze gehandelt.
Die Blätter der Palmyrapalme wurden früher in Süd- und Südostasien als Schreibmaterial für Palmblattmanuskripte benutzt.
Aus der Palme lässt sich eine Faser gewinnen, die unter dem Namen Bassine gehandelt wird.